# Машенька (фильм, 1942)
«Машенька» — художественный фильм, снятый в 1942 году режиссёром Юлием Райзманом, его вторая совместная работа со сценаристом Евгением Габриловичем и Сергеем Ермолинским.

## Сюжет
Телеграфистка Машенька Степанова (Валентина Караваева) — сандружинница. Во время учебной тревоги она знакомится с таксистом Алексеем Соловьёвым (Михаил Кузнецов). Из-за увлечения Алексея другой девушкой Маша расстаётся с ним. Вновь встретиться им доведётся лишь на несколько минут уже на Финской войне: Алексей — танкист, которого после ранения отправляют в отпуск на 12 дней, а Маша — санитар, только вернувшаяся с передовой. Эта короткая и неожиданная  встреча напомнила Алексею о прошлом, в котором счастье казалось таким близким, а сейчас... сейчас война, и неизвестно что впереди у него, у Маши. Алёша решает прервать отпуск и вернуться на фронт, но перед этим поговорить с Машей, однако разговора с Машенькой не происходит, и потому Алексей решает в последние минуты перед оправкой на передовую написать ей письмо:
Машеньке:

Дорогая Маша, много месяцев я хотел тебя встретить, а когда наконец встретил, так ничего и не сказал. Маша, в тот вечер, когда мы расстались, я как мальчишка решил бросить все: уехать, забыть тебя;  но я не забыл тебя. Я многое передумал за это время, я понял, что встреча с такой девушкой, как ты, — огромное счастье в жизни, и это счастье надо уметь сберечь. Я не сберёг. Маша, мы уже не дети, мы знаем, что скоро наступит время, когда будет решаться судьба всего мира, и эту судьбу будем решать мы: ты, я, другие такие же, как мы...
— Твой Алексей Соловьев

## В ролях
- Валентина Караваева — Маша Степанова
- Михаил Кузнецов — Алёша Соловьёв, шофёр такси
- Д. Панкратова — Клава
- Вера Алтайская — Вера
- Георгий Светлани — дядя Вася
- Николай Гриценко — Коля (нет в титрах)
- Алексей Консовский — Муряга, молодой таксист (нет в титрах)
- Виктор Лазарев — эпизод (нет в титрах)
- Евгений Самойлов — эпизод (нет в титрах)
- Николай Хрящиков — шофёр (нет в титрах)
- Владислав Стржельчик — белофинский офицер (нет в титрах)

## Съёмочная группа
- Авторы сценария: Евгений Габрилович, Сергей Ермолинский
- Режиссёр: Юлий Райзман
- Оператор: Евгений Андриканис
- 2ой оператор: Галина Пышкова
- Оператор комбинированных съемок: Борис Арецкий
- Художники: Иосиф Шпинель, Михаил Тиунов
- Композитор: Борис Вольский

## Награды и премии
- 1943 — Сталинская премия II степени (Ю. Райзман, Е. Габрилович, В. Караваева)[2].